# Breiðafjörður

Maggiori baie e fiordi dell'Islanda. Breiðafjörður e Faxaflói sono le più grandi baie dell'Islanda.

Breiðafjörður è un'ampia baia poco profonda, lunga circa 125 km e larga 50 km, localizzata nell'ovest dell'Islanda. Separa la regione dei Vestfirðir dal resto del paese. Breiðafjörður è circondata dalle montagne, incluso il ghiacciaio Snæfellsjökull, dalla penisola dello Snæfellsnes a sud e dalla penisola del Westfjords a nord. Una caratteristica interessante della baia è che la cima più a nord si è formata circa 15 milioni di anni fa, mentre l'estremo finale nelle Snæfellsnes fu formato in meno di 7 milioni di anni.

## Natura

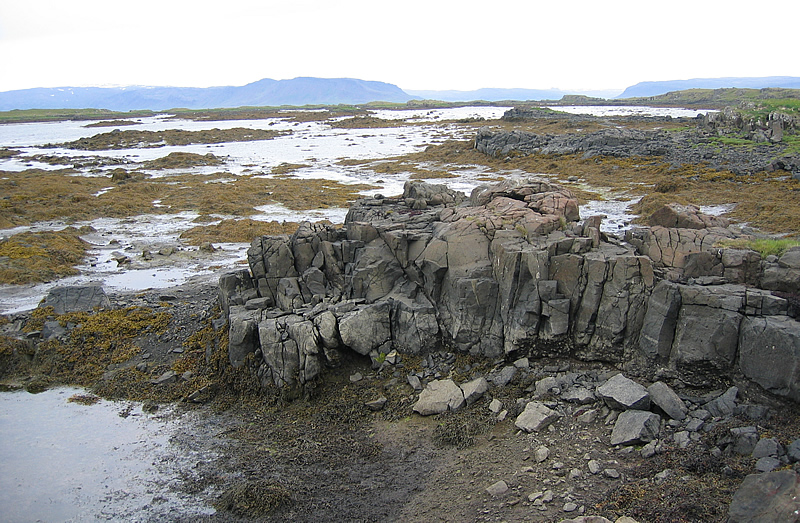
Piano mesolitorale nelle isole Skáleyjar islands a Breiðafjörður

Breiðafjörður ha un paesaggio spettacolare formato da un mare poco profondo, piccoli fiordi e baie e la parte interna della zona intertidale tratteggiata da circa 3.000 isole, isolotti e scogli. L'area contiene circa la metà della zona intertidale dell'Islanda e la marea può raggiungere anche i sei metri. Lo strato roccioso fu formato durante un rift vulcanico nel tardo Cenozoico. L'area è formata da cumuli di lava basaltica che furono erosi in profondità nel Quaternario che creò i diversi siti geotermali, alcuni visitabili solamente nel periodo di bassa marea.

## Flora e fauna
La grande zona intertidale ha un'alta biodiversità con estese foreste di alghe e altri importanti habitat per pesci e invertebrati.
Nell'area sono presenti 230 specie di tracheofiti e 50 specie di uccelli nidificatori, tra cui il marangone dal ciuffo, il gabbiano glauco, l'aquila di mare a coda bianca, l'edredone comune, l'uria nera e il falaropo beccolargo. È un'importante area di sosta per la branta bernicla e per il piovanello maggiore. La foca comune e la foca grigia hanno il loro principale luogo di ritrovo sulle isole e sugli scogli.
Tra le diverse specie di cetacei si possono trovare comunemente la focena comune, il lagenorinco rostrobianco, l'orca e la balenottera minore.

## Isole

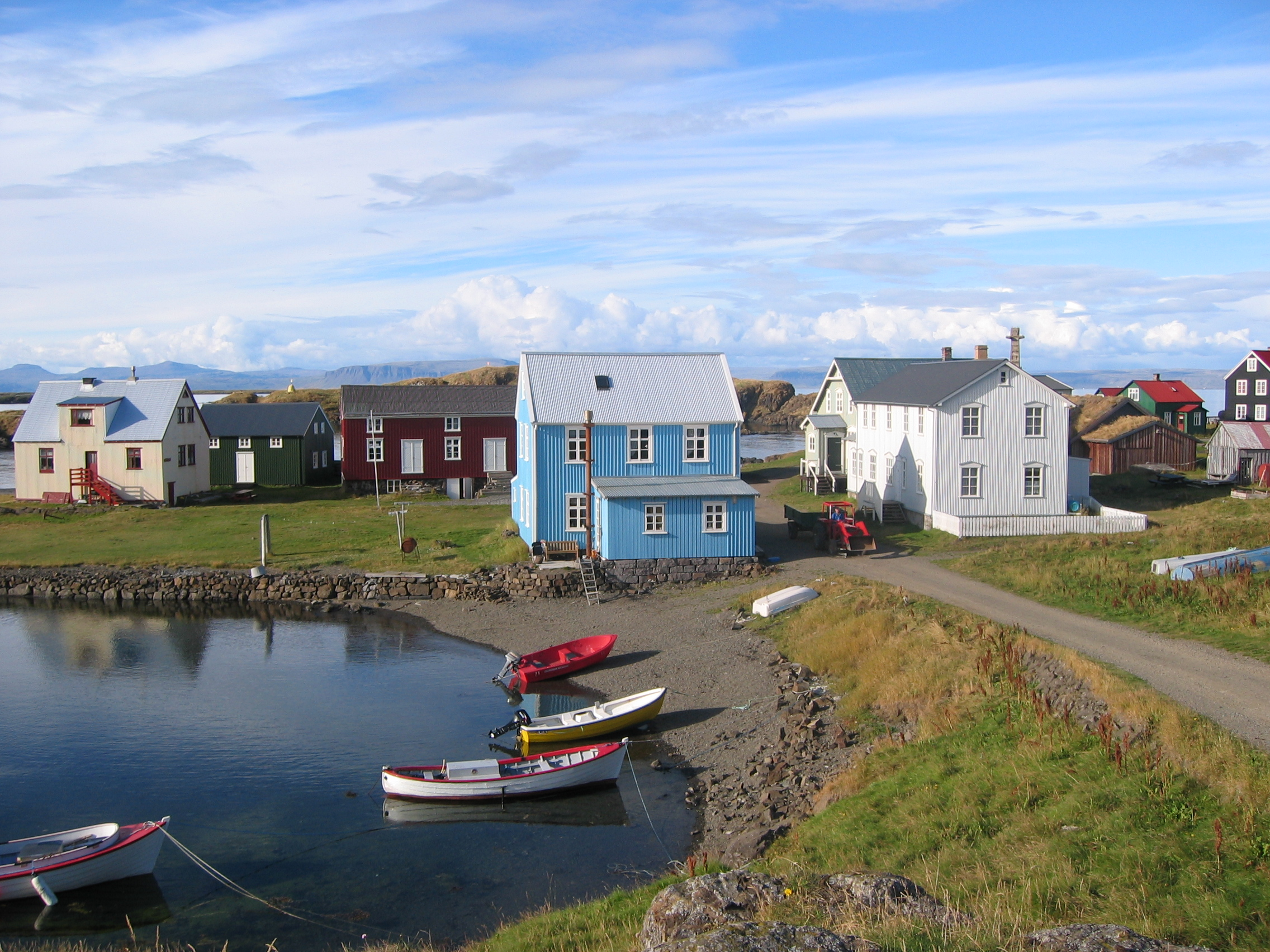
Flatey

Le isole nel Breiðafjörður sono state ininterrottamente abitate dall'uomo, anche se oggi poche sono abitate tutto l'anno. Molte isole sono usate come residenza estiva o per la raccolta di piume di anatra, che sono la risorsa principale del reddito degli allevatori. Alcune isole sono:
- Flatey
- Elliðaey
- Skáleyjar
- Hvallátur
- Svefneyjar
- Sviðnur
- Hergilsey

## Economia ed ecologia
La pesca, il turismo e la raccolta di alghe sono le attività più comuni.
Nel Breiðafjörður alcuni dei pesci più importanti per l'economia islandese depositano qui le proprie uova.

## Trasporti

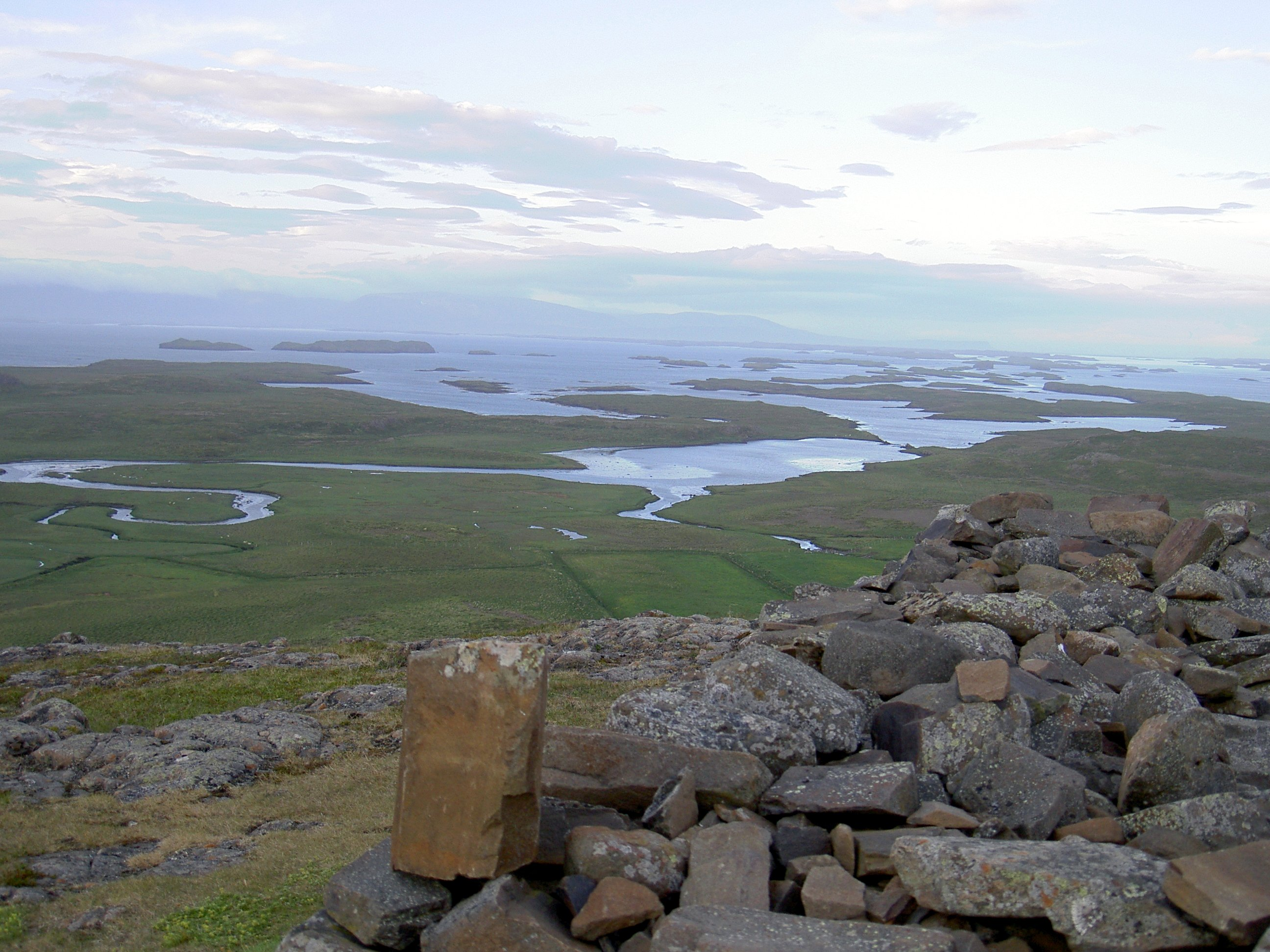
Hvammsfjörður

Se il tempo è buono, è possibile vedere la costa dei Westfjords dalla penisola del Snæfellsnes, ma in realtà distano almeno 40 km. Dal piccolo porto di Stykkishólmur parte il traghetto per i Westfjords. Si può usare anche l'automobile prendendo la strada a est di Snæfellsnes lungo la Hvammsfjörður, la parte più stretta del Breiðafjörður.

## Cultura e storia

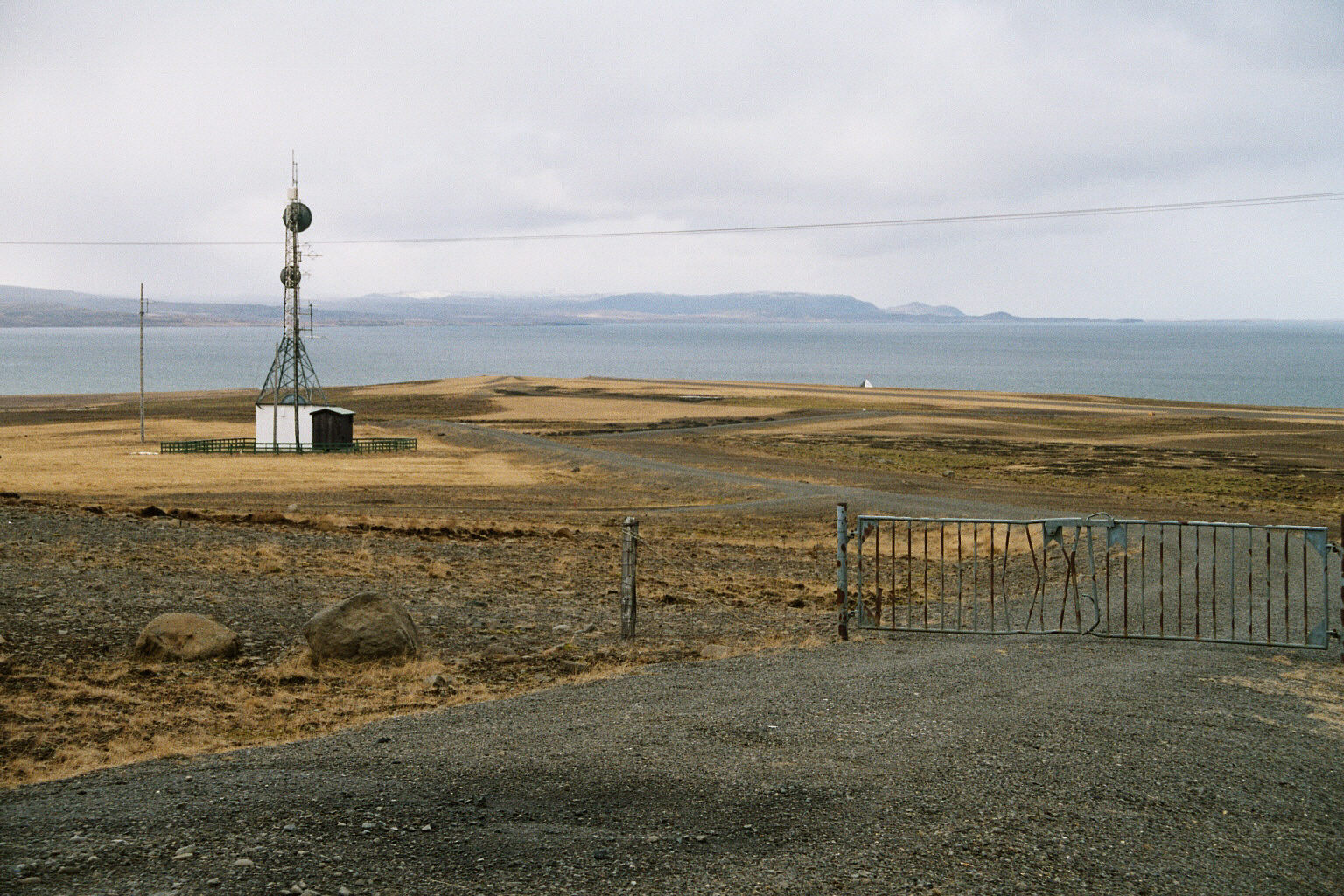
Breiðafjörður

Nel fiordo molte isole erano disabitate nel passato, per molti anni. La più importante è Flatey. In estate può essere raggiunta con il traghetto. Durante il Medioevo, specialmente nel XII secolo, ci fu un monastero di monaci agostiniani che rappresentava il centro della cultura islandese. Il più esteso manoscritto medievale, il Flateyjarbók fu scritto qui. Successivamente, l'isola divenne un importante centro commerciale.